# Ärgskinn
Ärgskinn (Byssocorticium pulchrum) är en svampart som först beskrevs av S. Lundell, och fick sitt nu gällande namn av Mads Peter Christiansen 1960. Ärgskinn ingår i släktet Byssocorticium och familjen Atheliaceae.  Arten är reproducerande i Sverige. Inga underarter finns listade i Catalogue of Life.